# Mill Creek (White River)
Der Mill Creek (englisch für „Mühlbach“) ist ein kleiner Bach im Owen County, Indiana (USA).
Er entspringt auf einem Feld im Montgomery Township. Zuerst fließt das Rinnsal entlang von Äckern in westliche Richtung, wendet sich nach etwa zwei Kilometern nach Süden und fließt dann durch kleine, bewaldete Täler. Im Oberlauf wird der Mill Creek zu einem kleinen See (Amazon Lake) aufgestaut. Unterhalb des Dammes vereinigt er sich mit dem Little Mill Creek und erreicht das Washington Township. Dort wechselt der Bach noch einmal die Fließrichtung und wendet sich nach Osten. Beim Weiler Romona – nördlich der Stadt Spencer – erreicht der Mill Creek zuerst einen ehemaligen Altwasserarm und schließlich das heutige Flussbett des White Rivers.
Der Mill Creek ist 10,8 km lang und hat ein Einzugsgebiet von etwa 49 km². Im Norden des Owen Countys befindet sich ein zweiter „Mill Creek“. Dieser jedoch um einiges länger und führt eine wesentlich größere Wassermenge.